# Gustavo Biosca
Gustavo Biosca Pagès (Hospitalet de Llobregat, 29 de febrero de 1928-Barcelona, 1 de noviembre de 2014) fue un famoso futbolista español de la década de 1950. Destacó también como entrenador de diversos clubes de fútbol y como segundo entrenador de la Selección nacional de fútbol de España durante la década de 1970, mientras  Ladislao Kubala estaba de seleccionador.

## Biografía
Formado en las categorías inferiores del FC Barcelona, Biosca fue titular indiscutible del primer equipo durante nueve temporadas, entre 1949 y 1958. En esa etapa disputó un total de 189 partidos con el conjunto azulgrana, contribuyendo activamente a la consecución de importantes títulos. Un emblema de la institución en la primera época gloriosa del Barcelona en España y en Europa.
Gustavo está considerado uno de los mejores defensas centrales que ha tenido el FC Barcelona en toda su historia. Jugador de imponente físico y gran clase, fue el líder de la defensa del llamado "Barça de las cinco Copas", que destacó en el fútbol europeo de la década de los 50. Este equipo fue ganador de 5 Copas de España, 2 Copas Eva Duarte, 3 Copas Duward, una Copa Latina, 2 Copas Martini Rossi y una Pequeña Copa del Mundo de Clubes. En aquel equipo tuvo como compañeros a míticos jugadores como Ramallets, Kubala, César, Basora, Moreno o Manchón.

## Carrera como internacional
Biosca fue el defensa central de la Selección española durante tres años, entre 1951 y 1954, siendo uno de los bastiones en esa época.

## Lesión y retiro
En 1957 sufrió una grave lesión que lo obligó, tras una dura recuperación, a marcharse al Condal de Barcelona en 1958, y a retirarse prematuramente del fútbol en 1959.

## Carrera como entrenador
Una vez retirado como futbolista en activo, Biosca inició una carrera como entrenador que le llevó a dirigir al Pontevedra, Atlético Español de México, UE Sant Andreu, Real Valladolid, C.E. Sabadell, Racing de Ferrol y Terrassa FC. Posteriormente también fue seleccionador español sub-21 y ayudante de Ladislao Kubala como segundo entrenador de la selección nacional de fútbol de España durante los años 70.
Llegó en el año de 1971 al fútbol azteca para dirigir a los Toros del Atlético Español, equipo cuya franquicia original era el Necaxa y al ser comprado por descendientes de inmigrantes españoles, cambió su nombre al Atlético Español, contratando jugadores españoles como Felipe Sistiaga y Juan Ramón Villapont, llegando Biosca como entrenador, donde no le fue nada bien, ya que el equipo tuvo una campaña tan mala, que se vio obligado a dejar el cargo y ser sustituido por Miguel Marín, quien lo mantuvo en la Primera División cuando ganó uno de los juegos de permanencia en la Primera División ante los Diablos Blancos de Torreón.

## Trayectoria

### Como jugador
- FC Barcelona: 1949-1958.
- Condal de Barcelona: 1958-1959.

### Como entrenador
- Pontevedra (España)
- Atlético Español de México (México)
- UE Sant Andreu (España)
- Real Valladolid (España)
- C.E. Sabadell (España)
- Racing Club de Ferrol (España)
- Tarrasa (España)
- Selección de fútbol sub-21 de España
- Segundo entrenador de la Selección española.

## Palmarés
- 1 Copa de Ferias: 1958-1960.
- 3 Ligas españolas de fútbol: 1948-1949, 1951-1952, 1952-1953.
- 5 Copas del Generalísimo: 1951, 1952, 1953, 1957, 1959
- 3 Copas Eva Duarte: 1948 ,1952 y 1953
- 2 Copas Latinas: 1949 y 1952

### Vida privada
Cabe señalar que Biosca fue uno de los futbolistas más populares de España en la década de 1950, pero no solo por sus virtudes futbolísticas. Fue considerado uno de los españoles más atractivos de los años 50, fue uno de los primeros deportistas "mediáticos" de España, justo en el momento en que se estrenó la televisión en España. Amigo de famosos de diversos ámbitos sociales, fue especialmente sonado su intenso romance con la estrella de la canción española Lola Flores, conocida como la faraona. Aunque Biosca dejó a Lola Flores para casarse con la que sería su esposa, Lola Flores siempre reconoció que Biosca había sido uno de los grandes amores de su vida.

## Fallecimiento
En la ciudad de Barcelona, el 1 de noviembre de 2014. La familia de Gustavo se reservó el derecho a no informar acerca de las causas de su muerte.

### Leyenda urbana
- Se menciona que Santiago Bernabéu había convencido a Biosca para ser contratado por el Real Madrid. Cuando él dio la noticia en su casa, su padre, que estaba comiendo, sin levantar la mirada le dijo: "Si te vas al Real Madrid, nunca regreses a esta casa". La leyenda cuenta que este pudo ser uno de los motivos que le impidió jugar en el Real Madrid.